# Bristol Braemar
El Bristol Braemar fue un bombardero pesado británico desarrollado al final de la Primera Guerra Mundial para la Real Fuerza Aérea. Sólo se construyeron dos prototipos.

## Diseño y desarrollo
El prototipo del Braemar fue desarrollado en respuesta a la creación de la Independent Air Force (Fuerza Aérea Independiente) en octubre de 1917, como un bombardero de largo alcance capaz de atacar Berlín si fuese necesario. Un gran triplano, poseía espacio interno para almacenar hasta seis bombas de 110 kg.
El diseño inicial incluía una instalación de motor inusual, con una sala de máquinas central que albergaba los cuatro motores. Estos debían estar conectados en parejas y la potencia debía ser llevada desde los motores hasta las cuatro hélices mediante ejes de transmisión. Este diseño fue abandonado al principio del desarrollo, y ambos Braemar completados tenían una instalación de motor convencional, con los mismos en parejas en tándem, propulsando hélices propulsora y tractora. Sin embargo, el diseño de la sala de máquinas fue resucitado más tarde en la vida de desarrollo del Braemar, para el propuesto Tramp propulsado por vapor.
El 26 de febrero de 1918, la Junta Aérea adjudicó a Bristol & Colonial un contrato por tres prototipos. El primer prototipo del Braemar voló el 13 de agosto de 1918, con cuatro motores Siddeley Puma de  170 kW (230 hp). El prototipo demostró un rendimiento generalmente bueno, con una velocidad máxima de 171 km/h, pero hubo quejas de los pilotos de pruebas sobre la visibilidad desde la cabina y los controles, y por eso el siguiente avión producido fue una versión mejorada, designada Braemar Mk. II. El Mk. II recibió considerablemente más potencia de sus cuatro motores Liberty L-12 de 300 kW (400 hp), que le otorgaban una velocidad mejorada de 201 km/h.
El Braemar nunca entró en servicio con la RAF, y los dos prototipos fueron los únicos ejemplares construidos. El tercer prototipo se completó como transporte civil Pullman con capacidad para 14 pasajeros.

## Variantes
Braemar I (Type 24)
Prototipo con cuatro motores Siddeley Puma de 172 kW (230 hp), uno construido, que voló por primera vez el 13 de marzo de 1918.
Braemer II (Type 25)
Prototipo con cuatro motores Liberty L-12 de 300 kW (400 hp), uno construido, que voló por primera vez el 18 de febrero de 1919.
Pullman (Type 26)
Variante de transporte civil con capacidad para 14 pasajeros con motores Liberty L-12, uno construido, que voló por primera vez en mayo de 1920.

## Especificaciones (Braemar Mk.II)
Referencia datos: Bristol Aircraft since 1910

### Características generales
- Tripulación: Seis (dos pilotos, operador de radio, ingeniero y dos artilleros)
- Longitud: 15,7 m (51,5 ft)
- Envergadura: 24,9 m (81,7 ft)
- Altura: 6,1 m (20 ft)
- Superficie alar: 177 m² (1905,3 ft²)
- Peso vacío: 4831 kg (10 647,5 lb)
- Peso cargado: 7484 kg (16 494,7 lb)
- Planta motriz: 4× motor lineal V12 refrigerado por agua Liberty L-12.
  - Potencia: 300 kW (414 HP; 408 CV) cada uno.
- Hélices: Bipala de paso fijo tractoras (2) y propulsoras (2)

### Rendimiento
- Velocidad máxima operativa (Vno): 171 km/h (106 MPH; 92 kt)
- Alcance: 1600 km (864 nmi; 994 mi)
- Techo de vuelo: 5200 m (17 060 ft)
- Carga alar: 46,1 kg/m² (9,4 lb/ft²)
- Potencia/peso: 0,13 kW/kg (0,08 hp/lb)

### Armamento
- Ametralladoras: 

  - 2 de 7,7 mm
- Bombas: Hasta 680 kg

## Aeronaves relacionadas

### Desarrollos relacionados
- Bristol Pullman
- Bristol Tramp

### Aeronaves similares
- Vickers Vimy
- Handley Page V/1500

### Secuencias de designación
- Secuencia Numérica (interna de Bristol): ← 21 - 22 - 23 - 24 - 25 - 26 - 27 - 28 →